# 화순 독상리 석등
독상리 석등(和順 獨上里 石燈)은 대한민국 전라남도 화순군 동복면 독상리에 있는 석등이다.

## 개요
독상리 마을내에 자리한 비각 안에 놓여 있는 석등으로, 고려시대에 시중(侍中)을 지내었던 문헌공 오대승이 만든 것으로 전한다.『신증동국여지승람』에는 오대승이 이곳 모후산 아래 동복지역에 머물면서 석등에 48개(48석등)의 불을 피워두고 밤마다 하늘에 국태민안(國泰民安)과 후손들의 융성(隆盛)을 기원했다고 하는데, 기도를 올리니 그 후손들이 크게 번창하였다는 기록이 보이는데, 비각 앞에 세워둔 ‘석등기’에도 이와 같은 내용이 적혀 있다.
일반적으로 석등은 불을 밝혀두는 화사석(火舍石)을 중심으로, 아래에는 3단의 받침돌을 두고 위로는 지붕돌과 머리장식을 올려놓는데, 이 석등은 전혀 그러한 구조가 아닌, 약간의 손질을 한 넓적한 바위 윗면에 여러 개의 홈을 파놓은 모습이다. 문헌에는 48개라 하였으나 실제로는 54개의 홈이 있으며, 이 홈에 기름을 부어 불을 켜두었던 것으로 보인다.
원래 48이라는 숫자는 불교의 아미타불과 관련이 있는데, 아미타불에서 말하는 최고의 이상은 48원으로, 생로병사의 고통이 없는 안락한 국토 즉, 극락정토를 의미한다. 이러한 점으로 보아 고려시대 당시의 민간신앙이 불교와 만나 이러한 형태의 석등을 만든 것으로 추측된다

## 문화재 지정
1984년 2월 29일 전라남도의 문화재자료 제62호로 지정되었다.

## 참고 문헌
- 독상리석등 - 국가유산청 국가유산포털